# Tal Afar
Tal Afar, auch Tel Afar (arabisch تلعفر, DMG Talʿafar oder تل عفر / Tall ʿAfar, türkisch Telafer), ist eine Stadt im Nordwesten des Irak in der Grenzregion zu Syrien. Sie liegt westlich von Mossul in der Provinz Ninawa und ist Namensgeber des Distrikts Tal Afar. Die Mehrzahl der etwa 220.000 Bewohner sind Turkmenen. Neben Sunniten leben auch viele Schiiten in der Stadt. Seit der Destabilisierung des Landes 2003 gehört die Stadt zu den umstrittenen Gebieten des Nordiraks.
Die Zitadelle von Tal Afar wurde als ein osmanischer Soldatenstützpunkt auf einem Hügel gegründet. Um diese Garnison bildete sich dann der Ort.

## Geografie
Tal Afar liegt in einer Wüstenebene südlich der Aedea-Berge. Die Stadt liegt etwa 40 km östlich des Dschabal Sindschar. Eine Hauptstraße führt von West nach Ost quer durch die Stadt und verbindet den Ort mit Mossul.

## Geschichte seit 2003

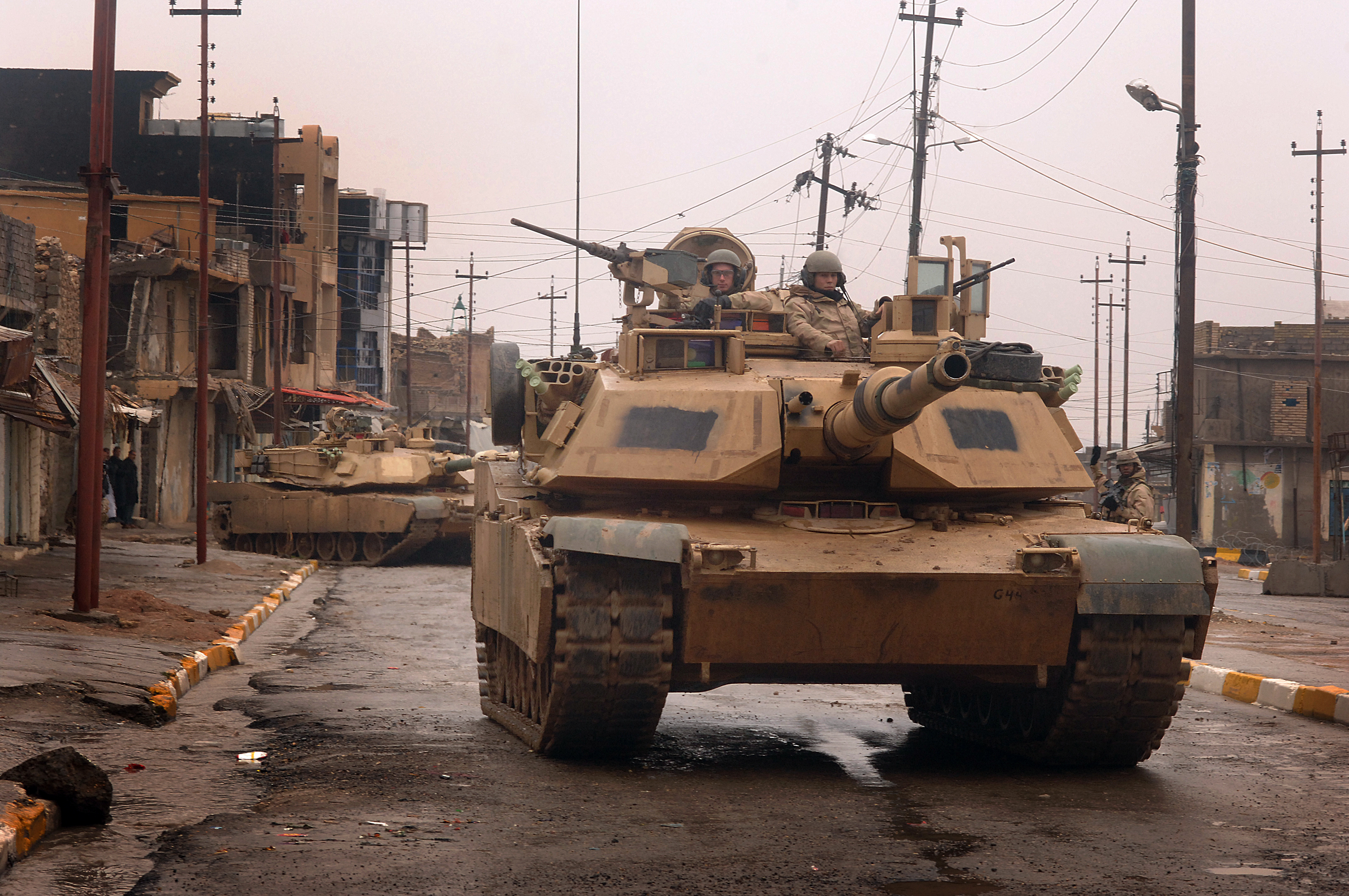
US-Panzer in Tal Afar im Februar 2005

Die Stadt wurde von den US-Besatzungstruppen als ein Zentrum des Widerstands gegen die Okkupation des Irak angesehen. Dafür machten sie hauptsächlich die sunnitische Bevölkerungsminderheit sowie eine Infiltration von Unterstützern aus Syrien verantwortlich. Dementsprechend fanden mehrere Offensiven von US-Truppen gegen in der Stadt vermutete Aufständische statt.
Im September 2004 wurden einige Stadtviertel intensiv bombardiert, was eine größere Fluchtwelle der Einwohner auslöste. Nach Protesten der türkischen Regierung wurden die Angriffe eingestellt. Zu neuen Kämpfen kam es im Juli und September 2005. Dabei wurden die Einwohner von der Bagdader Regierung zum Verlassen der Stadt aufgefordert, um den Einmarsch von US-Truppen unter dem Kommando des späteren Sicherheitsberaters Herbert Raymond McMaster zu ermöglichen. 2007 flammten erneut Kämpfe zwischen Schiiten und Sunniten auf, in deren Verlauf innerhalb von einigen Tagen mehrere hundert Menschen umkamen. An den Morden waren auch irakische Polizisten beteiligt. Ein Anschlag am 27. März 2007, bei dem zwei Tonnen Sprengstoff in zwei Lastwagen zur Explosion gebracht wurden, war einer der blutigsten Bombenanschläge seit Beginn des Irakkrieges 2003. 152 Menschen wurden getötet.
Am 16. Juni 2014 wurde die Stadt von Kämpfern der Gruppierung Islamischer Staat im Irak und der Levante eingenommen.
Im Juli 2014 zerstörten ISIS-Kämpfer schiitische und sufistische Moscheen und Heiligtümer, darunter auch das Mausoleum von Ahmed Rifai, eines Nachkommen Mohammeds. Der Islamwissenschaftler Kanan Makiyah wies in diesem Zusammenhang darauf hin, dass ein Großteil der mittleren IS-Kader aus Tal Afar stamme. Am 29. Oktober 2016 begannen irakische und kurdische Einheiten im Zuge der Schlacht um Mossul mit Operationen im Raum Tal Afar, um die Versorgungswege des IS zu kappen. Nachdem Mossul am 9. Juli 2017 wieder völlig unter Kontrolle der irakischen Regierungskräfte war, blieben mit Tal Afar und al-Hawidscha noch zwei größere Gebiete unter Kontrolle des IS. Am 20. August 2017 verkündete der irakische Premierminister den Beginn der Offensive auf Tal Afar und bereits am 27. August war die Stadt eingenommen. Bis Ende des Monats hatten irakische Regierungstruppen auch die übrigen von IS-Kämpfern im Tal Afar-Distrikt noch gehaltenen Positionen erobert. Die irakischen Streitkräfte waren im Rahmen der Kämpfe in und um Tal Afar auf überraschend wenig Gegenwehr gestoßen.

## Persönlichkeiten
- Abu Muslim al-Turkmani  (1959–2015), Terrorist
- Abu Ibrahim al-Haschimi al-Quraischi (1976–2022), Terrorist